# Ligne 3 du métro de Bilbao
Pour les articles homonymes, voir Ligne 3.
La ligne 3 du métro de Bilbao dont l'ouverture était prévue en 2016 fut inaugurée le 8 avril 2017.

## Historique
Le projet d'une troisième ligne de métro à Bilbao est présenté au public pour la première fois le 21 février 2007. Il s'agit d'une ligne plutôt courte, comprenant 6 stations, dont cinq seraient situées à Bilbao. Il s'agit du tronçon San Antonio-Uribarri.
Le 25 janvier 2008 est présenté le tracé de la première phase de la ligne. Il comprend désormais 7 stations, 6 dans Bilbao. La station rajoutée est Matiko, au nord. La possibilité de desservir le quartier de Rekalde fut également projetée, mais la desserte sera assurée par la ligne 4, présentée le même jour. Les travaux devaient débuter au cours de l'été 2008.

L'année 2009 comprend de nombreux évènements relatifs au projet :
- Le 30 janvier, le Gouvernement basque présente le projet de connexion ferroviaire vers l'Aéroport international de Bilbao. Cela permettrait un parcours de 10 minutes jusqu'à Bilbao, à la station de Casco Viejo. Il s'agira du premier prolongement de cette ligne. Néanmoins, cette nouvelle infrastructure devrait principalement profiter à la ligne 4 (Txorierri) d'EuskoTren.
Le tronçon Matiko-Aireportua est composé de 3 tronçons :
  - Nouveau tunnel de Artxanda, long de 1 875 m, à deux voies, et deux galeries d'évacuation.
  - Tunnel La Ola-Sondika, long de 1 900 m, à deux voies. Ces travaux s'accompagneront de la restructuration de la station Sondika et de la construction de la station Ola.
  - Tronçon Sondika-Aireportua, long de 2 800 m, à deux voies. Ces travaux s'accompagneront de la construction d'une station dans la terminal de La Paloma.

- Le 30 avril, le tunnel San Antonio - Txurdinaga, long de 2,680 km est attribué.
- Le 29 juillet, Les travaux de la section Etxebarri-Txurdinaga commencent : long de 2,6 km, les travaux nécessitent 64,3 millions d'euros, et la durée du chantier est estimée à 39 mois[2].L'enquête publique du tronçon La Ola-Sondika est ouverte.
- Le 8 du mois suivant, le gouvernement basque attribue le tronçon restant, c'est-à-dire Txurdinaga - Uribarri.
- Le 19 octobre marque le lancement du nouveau tunnel d'Artxanda.

Le 10 février de cette année, Patxi López, actuel Lehendakari pose la première pierre des sections  Uribarri et Casco Viejo-Txurdinaga.

## Source
1. ↑  Euskal Trenbide Sarea, « Gobierno Vasco y Diputación Foral de Bizkaia pondrán en marcha la Línea 3 de Metro en 2016 », 2 janvier 2014 (consulté le 27 décembre 2013)
2. ↑  (es) Diverses informations sur les différents tronçons de la ligne

- (es) Cet article est partiellement ou en totalité issu de l’article de Wikipédia en espagnol intitulé « Línea 3 (Metro de Bilbao) » (voir la liste des auteurs).